# Vladimir Salnikov
Vladimir Valerjevitj Salnikov (russisk: Владимир Валерьевич Сальников, 21. maj 1960) er en tidligere russisk svømmer, som stillede op for Sovjetunionen. I løbet af sin karriere satte han 12 verdensrekorder i 400, 800 og 1500 m fri. Han var den første svømmer nogensinde til at svømme hurtigere end 15 min. på 1500 m fri. Det skete ved OL i Moskva, 1980, hvor han svømmede i tiden 14.58,27. Han fik kælenavnet "monster in the waves". Salnikov blev udnævnt til årets mandlige svømmer i 1982 at det amerikanske svømmetidsskrift Swimming World magazine.